# Beijing Guo’an
Beijing Guo’an (chiń. 北京国安足球俱乐部; pinyin Běijīng Guó’ān Zúqiú Jùlèbù) – chiński klub piłkarski, grający obecnie w Chinese Super League, mający siedzibę w mieście Pekin, stolicy kraju.

## Historia
Klub został założony w 1992 w wyniku reformy w chińskiej piłce nożnej. Powstał dzięki CITIC Guo’an Group a także Komitetowi Sportowemu Pekinu. W 1995 roku osiągnął swój pierwszy sukces, gdy wywalczył wicemistrzostwo Jia A League, dawnej pierwszej ligi Chin. W 1996 i 1997 roku wywalczył Puchar Chin, w 2003 roku powtórzył to osiągnięcie. Wtedy też została podpisana umowa sponsorska z południowokoreańskim producentem samochodów, Hyundaiem. Wtedy też zmieniono nazwę klubu na Beijing Hyundai Motor Football Team. W 2006 roku po zakończeniu kontraktu z Hyundaiem powrócono do dawnej nazwy zespołu. W 2008 roku sprzedano część udziałów Realowi Madryt. W tym samym roku zespół przeniósł się na zmodernizowany Stadion Robotniczy.

## Sukcesy
- Chinese Super League

mistrzostwo (1): 2009
wicemistrzostwo (2): 2011, 2014
- Chinese Jia-A League

mistrzostwo (5): 1957, 1958, 1973, 1982, 1984
- Puchar Chin

zwycięstwo (4): 1985, 1996, 1997, 2003
- Superpuchar Chin

zwycięstwo (2): 1997, 2003

## Trenerzy klubu
- 1994 – Tang Pengju
- 1995–1997 – Jin Zhiyang
- 1998–1999 – Shen Xiangfu
- 2000 – Milovan Djorić
- 2000–2001 – Wei Kexing
- 2002 – Ljubomir Petrović
- 2003 – Jose Carlos de Oliveira
- 2003 – Ljubomir Petrović
- 2003–2004 – Wei Kexing
- 2004 – Yang Zuwu
- 2005–2006 – Shen Xiangfu
- 2006–2009 – Lee Jang-Soo
- 2009–2010 – Hong Yuanshuo
- 2010–2011 – Wei Kexing (tymczasowo)
- 2010–2012 – Jaime Pacheco
- 2012–2013 – Aleksandar Stanojević
- 2014 – Xie Feng (tymczasowo)
- 2014–2015 Gregorio Manzano
- 2016 – Alberto Zaccheroni
- 2016 – Xie Feng (tymczasowo)
- 2016–2017 – José Manuel González
- 2017 – Xie Feng (tymczasowo)
- 2017–2019 – Roger Schmidt
- 2019–2020 – Bruno Génésio

## Skład na sezon 2020
| Nr | Poz. | Piłkarz          |
| -- | ---- | ---------------- |
| 1  | BR   | Hou Sen          |
| 2  | OB   | Kim Min-jaeAFC   |
| 3  | OB   | Yu Yang          |
| 4  | OB   | Li Lei           |
| 5  | PO   | Renato AugustoFP |
| 6  | PO   | Chi Zhongguo     |
| 7  | PO   | Hou Yongyong     |
| 8  | PO   | Piao Cheng       |
| 9  | NA   | Zhang Yuning     |
| 10 | PO   | Zhang Xizhe      |
| 11 | PO   | FernandoFP       |
| 14 | BR   | Zou Dehai        |
| 16 | OB   | Jin Pengxiang    |
| 17 | NA   | Cédric BakambuFP |

| Nr | Poz. | Piłkarz                                     |
| -- | ---- | ------------------------------------------- |
| 18 | OB   | Jin Taiyan                                  |
| 19 | NA   | AlanLP (wypożyczony z Guangzhou Evergrande) |
| 20 | NA   | Wang Ziming                                 |
| 21 | PO   | Jonathan VieraFP                            |
| 22 | NA   | Yu Dabao (kapitan)                          |
| 23 | PO   | Li Ke                                       |
| 24 | OB   | Yang Fan                                    |
| 25 | BR   | Guo Quanbo                                  |
| 26 | PO   | Lü Peng                                     |
| 27 | OB   | Wang Gang                                   |
| 28 | OB   | Jiang Tao                                   |
| 29 | NA   | Ba Dun                                      |
| 32 | PO   | Liu Guobo                                   |
| 39 | NA   | Wen Da                                      |

Uwagi:

LP Zawodnicy oznaczeni tym skrótem są zarejestrowani jako krajowi zawodnicy w chińskich rozgrywkach.

FP Zawodnicy oznaczeni tym skrótem są zarejestrowani jako obcokrajowcy w chińskich rozgrywkach.

AFC Zawodnicy oznaczeni tym skrótem są zarejestrowani jako obcokrajowcy, z federacji zrzeszonej w AFC, w chińskich rozgrywkach.